# Неофітос Міхаїль
Неофітос Міхаїль (грец. Νεόφυτος Μιχαήλ, нар. 16 грудня 1993, Нікосія) — кіпрський футболіст, воротар клубу «Пафос».
Виступав, зокрема, за клуби «Олімпіакос», «ПАС Яніна» та «Анортосіс», а також національну збірну Кіпру.

## Клубна кар'єра
Народився 16 грудня 1993 року в місті Нікосія. Вихованець футбольної школи клубу «Олімпіакос» (Нікосія). Дорослу футбольну кар'єру розпочав 2013 року в основній команді того ж клубу, в якій провів один сезон, взявши участь у 2 матчах чемпіонату. 
Своєю грою за цю команду привернув увагу представників тренерського штабу клубу «Еносіс» (Лакатамія), до складу якого приєднався 2014 року. Відіграв за команду з Лакатамії наступний сезон своєї ігрової кар'єри. Більшість часу, проведеного у складі «Еносіса», був основним голкіпером команди.
У 2015 році уклав контракт з клубом «Неа Саламіна», у складі якого провів наступні два роки своєї кар'єри гравця. 
З 2017 року приєднався до клубу АПОЕЛ, проте основним воротарем не став і більшість часу перебував в оренді у командах «Аріс», «ПАС Яніна», «Астерас» та «Олімпіакос» (Нікосія).
2019 року Міхаїль приєднався до складу клубу «Анортосіс», з яким уклав дворічну угоду, а по її завершенні став гравцем «Пафоса».

## Виступи за збірну
19 листопада 2016 року дебютував в офіційних іграх у складі національної збірної Кіпру у відбірковому матчі до чемпіонату Європи 2020 року проти Бельгії, який завершився поразкою Кіпру з рахунком 1:6.
| Дата       | Місто      | Господарі  | Результат | Гості             | Турнір                                    | Голи | Примітки |
| ---------- | ---------- | ---------- | --------- | ----------------- | ----------------------------------------- | ---- | -------- |
| 19-11-2019 | Брюссель   | Бельгія    | 6 – 1     | Кіпр              | Відбір до ЧЄ 2020                         | -6   |          |
| 27-3-2021  | Рієка      | Хорватія   | 1 – 0     | Кіпр              | Відбір до ЧС 2022                         | -1   | 39'      |
| 30-3-2021  | Строволос  | Кіпр       | 1 – 0     | Словенія          | Відбір до ЧС 2022                         | -    |          |
| 4-6-2021   | Будапешт   | Угорщина   | 1 – 0     | Кіпр              | товариський матч                          | -1   |          |
| 1-9-2021   | Та-Калі    | Мальта     | 3 – 0     | Кіпр              | Відбір до ЧС 2022                         | -3   |          |
| 4-9-2021   | Нікосія    | Кіпр       | 0 – 2     | Росія             | Відбір до ЧС 2022                         | -2   |          |
| 7-9-2021   | Братислава | Словаччина | 2 – 0     | Кіпр              | Відбір до ЧС 2022                         | -2   |          |
| 8-10-2021  | Ларнака    | Кіпр       | 0 – 3     | Хорватія          | Відбір до ЧС 2022                         | -3   |          |
| 11-10-2021 | Ларнака    | Кіпр       | 2 – 2     | Мальта            | Відбір до ЧС 2022                         | -2   |          |
| 14-11-2021 | Любляна    | Словенія   | 2 – 1     | Кіпр              | Відбір до ЧС 2022                         | -2   |          |
| 24-3-2022  | Таллінн    | Естонія    | 0 – 0     | Кіпр              | Ліга націй УЄФА 2020-2021 - плей-аут      | -    |          |
| 29-3-2022  | Ларнака    | Кіпр       | 2 – 0     | Естонія           | Ліга націй УЄФА 2020-2021 - плей-аут      | -    |          |
| 2-6-2022   | Ларнака    | Кіпр       | 0 – 2     | Косово            | Ліга націй УЄФА 2022-2023 - груповий етап | -2   |          |
| 5-6-2022   | Ларнака    | Кіпр       | 0 – 0     | Північна Ірландія | Ліга націй УЄФА 2022-2023 - груповий етап | -    |          |
| 9-6-2022   | Волос      | Греція     | 3 – 0     | Кіпр              | Ліга націй УЄФА 2022-2023 - груповий етап | -3   |          |
| Усього     |            | Матчів     | 15        |                   | Голів                                     | -27  |          |

## Титули і досягнення
- Чемпіон Кіпру (1):

«Пафос»: 2024/25